# Regeringen Philippe II
Regeringen Philippe II var den 41:a regeringen under den femte franska republiken. Den leddes av Édouard Philippe, och efterträdde den första regeringen Philippe, som stöptes om under sommaren 2017. Regeringen tjänade under Emmanuel Macron som Frankrikes president. Den avgick 3 juli 2020, och fortsatte som expeditionsministär tills regeringen Castex var tillsatt.

## Ministrar
|  | Titel                                                                          | Namn                 | Parti             |  |
|  | ------------------------------------------------------------------------------ | -------------------- | ----------------- |  |
|  | Premiärminister                                                                | Édouard Philippe     | Oberoende höger   |  |
|  | Europa- och utrikesminister                                                    | Jean-Yves Le Drian   | PS                |  |
|  | Miljöminister                                                                  | Élisabeth Borne      | LaREM             |  |
|  | Utbildningsminister                                                            | Jean-Michel Blanquer | LaREM             |  |
|  | Ekonomi- och finansminister                                                    | Bruno Le Maire       | LaREM             |  |
|  | Social- och hälsominister                                                      | Olivier Véran        | LaREM             |  |
|  | Försvarsminister                                                               | Florence Parly       | Oberoende vänster |  |
|  | Justitieminister                                                               | Nicole Belloubet     | Oberoende vänster |  |
|  | Arbetsmarknadsminister                                                         | Muriel Pénicaud      | LaREM             |  |
|  | Jordbruks- och livsmedelsminister                                              | Didier Guillaume     | Oberoende vänster |  |
|  | Inrikesminister                                                                | Christophe Castaner  | LaREM             |  |
|  | Minister för regional sammanhållning och relationer med regionala enheter      | Jacqueline Gourault  | MoDem             |  |
|  | Kultur                                                                         | Franck Riester       | Agir              |  |
|  | Minister med ansvar för statlig förvaltning                                    | Gérald Darmanin      | LaREM             |  |
|  | Minister med ansvar för Frankrikes utomeuropeiska områden                      | Annick Girardin      | PRG               |  |
|  | Sportminister                                                                  | Roxana Maracineanu   | Oberoende vänster |  |
|  | Minister för högre utbildning, forskning och innovation                        | Frédérique Vidal     | LaREM             |  |
|  | Minister med ansvar för europeiska frågor (under Europa- och utrikesministern) | Marielle de Sarnez   | MoDem             |  |

## Statssekreterare
|  | Titel                                                                                              | Namn                   | Parti             |   |
|  | -------------------------------------------------------------------------------------------------- | ---------------------- | ----------------- | - |
|  | Regeringens talesperson                                                                            | Sibeth Ndiaye          | LaREM             |   |
|  | Statssekreterare med ansvar för jämställdhet                                                       | Marlène Schiappa       | LaREM             |   |
|  | Statssekreterare med ansvar för handikappade                                                       | Sophie Cluzel          | LaREM             | ' |
|  | Statssekreterare under ministeriet för utrikes- och europafrågor                                   | Jean-Baptiste Lemoyne  | LaREM             |   |
|  | Statssekreterare med ansvar för Europafrågor                                                       | Amélie de Montchalin   | LaREM             |   |
|  | Statssekreterare vid försvarsdepartementet                                                         | Geneviève Darrieussecq | MoDem             |   |
|  | Statssekreterare vid miljödepartementet                                                            | Brune Poirson          | LaREM             |   |
|  | Statssekreterare vid miljödepartementet                                                            | Emmanuelle Wargon      | Oberoende vänster |   |
|  | Statssekreterare vid miljödepartementet med ansvar för transportfrågor                             | Jean-Baptiste Djebbari | LaREM             |   |
|  | Statssekreterare vid departementet för solidaritet och hälsa                                       | Christelle Dubos       | LaREM             |   |
|  | Statssekreterare vid departementet för solidaritet och hälsa                                       | Adrien Taquet          | LaREM             |   |
|  | Statssekreterare med ansvar för pensioner och skydd för arbetare mot Coronaviruspandemin 2019–2021 | Laurent Pietraszewski  | LaREM             |   |
|  | Statssekreterare med ansvar för digitalisering                                                     | Cédric O               | LaREM             |   |
|  | Statssekreterare vid finansdepartementet                                                           | Agnès Pannier-Runacher | LaREM             |   |
|  | Statssekreterare vid departementet för utbildning och ungdomsfrågor                                | Gabriel Attal          | LaREM             |   |
|  | Statssekreterare med ansvar för offentlig förvaltning                                              | Olivier Dussopt        | TDP               |   |
|  | Statssekreterare vid inrikesdepartementet                                                          | Laurent Nuñez          | LaREM             |   |